# Oprtalj
Oprtalj (olaszul:  Portole) falu és község Horvátországban, Isztria megyében. Közigazgatásilag Bencani (Benzani), Čepić (Ceppich), Golubići (Golobici), Gradinje (Gradigne), Ipši (Ipsi), Krajići (Craici), Livade (Levade), Pirelići (Perelici), Sveta Lucija (S. Lucia), Sveti Ivan (S. Giovanni), Šorgi (Sorghi), Vižintini (Visintini), Vižintini Vrhi (Monti di Visintini), Zrenj (Stridone, Sdregna) és Žnjidarići (Znidarici) települések tartoznak hozzá.

## Fekvése
Az Isztria középnyugati részén, Porečtől 25 km-re északkeletre, Pazintól 16 km-re északnyugatra a Mirna völgyétől északra emelkedő domboldalon fekszik.

## Története
A település története a rómaiak előtti illír időszakra nyúlik vissza. A római hódítást követően az Isztria nyugati részéhez hasonlóan területe elnéptelenedett, majd a tengerparton letelepedett itáliai veteránok szereztek itt vétel vagy ajándékozás címén földeket. A római kolónia létrejöttével ez a hegyvidéki terület is bekapcsolódott a római gazdasági és kulturális élet vérkeringésébe, bár a tengerparthoz hasonlóan itt is találtak latinosított illír személy és istenségneveket megörökítő feliratos köveket. Oprtalj neve valószínűleg a latin "ad portuale" kifejezésből származik, mivel a település alatti Ningus (Mirna) folyó akkor még hajózható volt. A római időkben a település nem tartozott a megerősített helyek közé, katonaság sem állomásozott itt. Ez az állapot a népvándorlás során változott meg, amikor a birodalom már nem tudta feltartóztatni a keleti népáradatot és különösen Pannónia területéről nagyszámú menekült érkezett a hátországba. A nem védett településeken is veszélyesebbé vált az élet. A városok falait felújították, vagy új védőfalakat építettek. Oprtalj is az ekkor újból megerősített városok sorába tartozott. A 7. században a latin lakosság mellett megjelennek az első szláv elnevezések és a következő századok során a szlávok elsősorban a vidéki települések meghatározó népessége lettek. Családi gazdaságokat működtettek és egy részük a latin városi lakosság, vagy a hűbérurak szolgálatában állt. A település legkorábbi fennmaradt írásos említése 1102-ből származik „Castrum Portulense” alakban. 1209-ben Oprtaljt az aquileiai pátriárka Wolfger von Erla hódította meg, míg a világi uralmat az isztriai őrgróf gyakorolta. A patriarchátus és a Velencei Köztársaság közötti harcok Velence győzelmével végződtek és 1420-ban Oprtalj is velencei birtok lett. A 16. és 17. században a háborúk és járványok következtében kipusztult lakosság pótlására a velenceiek Dalmáciából a török elől menekült horvátokkal népesítették be.
1797-ben a napóleoni háborúk következtében megszűnt a Velencei Köztársaság, az egész Isztriával együtt a település is Habsburg uralom alá került és a Pazin székhelyű mitterburgi grófság része lett. 1805-ben Napóleon a francia fennhatóság alatt álló Illír provincia részévé tette. Napóleon bukása után 1813-ban az egész Isztriával együtt ismét a Habsburg birodalom részévé vált és maradt 1918-ig. A falunak 1857-ben 2667, 1910-ben 762 lakosa volt. Az első világháború után a rapallói szerződés értelmében Isztria az Olasz Királysághoz került. 1902 és 1935 között bekapcsolódott a vasúti forgalomba. A Trieste Parenzo Canfanaro (T.P.C.) Társaság 123 kilométer hosszú kisvasutat (népies elnevezésén Parezana) épített Trieszt és Poreč között, mely áthaladt Oprtaljon is. 1922-ben Mussolini hatalomra jutásával megkezdődött az erőszakos olaszosítás. Egymás után számolták fel a horvát oktatási ls kulturális intézményeket. Nagy számú horvát lakosság menekült a jugoszláv területekre. 1943-ban az olasz kapitulációt követően német megszállás alá került, mely 1945-ig tartott.
A második világháború után Jugoszlávia része lett. Az olasz lakosság nagyrészt elhagyta a települést, mely szinte teljesen kiürült. A csökkenést a beáramló szláv nyelvű lakosság sem tudta ellensúlyozni, Oprtalj lakossága 1948-ra alig háromszáz főre apadt és a csökkenést azóta sem sikerült megállítani. A település Jugoszlávia felbomlása után 1991-ben a független Horvátország része, 1993-ban önálló község központja lett. 2011-ben a falunak 82, a községnek összesen 862 lakosa volt. Lakói főként mezőgazdasággal, ezen belül teraszos földműveléssel foglalkoznak és a közeli nagyobb településeken dolgoznak.

## Nevezetességei
- A település védőfalai csak kis részben maradtak fenn, de áll a 18. században (1756) épített városkapu, melyek keresztül lehet bejutni a településre.
- A városkapuval átellenben található a 16. században épített reneszánsz városi loggia, mely 1797-ig az igazságszolgáltatás és a közélet helyszíne volt. Az építményt a 18. században és 2006-ban teljesen megújították. Kőfaragványai és kőbe faragott címerei a római, a velencei és az újabb időkből származnak, köztük látható az a velencei szárnyas oroszlán, mely egykor a városházát díszítette.
- Szent György tiszteletére szentelt késő gótikus háromhajós plébániatemploma mai formájában 1526-ban épült, de eredete valószínűleg a 6. századra megy vissza. Legrégibb része a csúcsíves oszlopcsarnok. A 15. században épült a sokszögzáródású szentély és a gótikus bordás, záróköves hálóboltozat. Mai homlokzatát a templom hosszabbításakor a 17. században építették. A templomot 1774-ben renoválták. Az ablakok kovácsoltvas díszeit és a nagylépcsőt a 18. században készítették. Barokk szobordíszei és festményei a 17–18. században készültek, V. és B. Carpaccia, vagy tanítványaiknak munkái. A Szent Anna oltárképet és a főoltár szobrait G. Bonazzi, a régi orgonát (mára már újra cserélték) Gaetano Callido készítette. 27 méter magas, különálló harangtornyát 1740-ben építették, 2007-2008-ban renoválták, óratoronyként is szolgál. Három harangja közül az egyik vihar- és tűzjelzésre, a legkisebb a kapuzárás jelzésére szolgált. A templom mellett állt az egykori városháza, mely a II. világháborúban elpusztult.
- A Szent Rókus templom[2] a település déli bejáratánál az iskola mellett áll. Egyhajós épület, bejárata előtt loggiával. 1581-ben egy korábbi templom helyén építették. Freskói Páduai Szent Antalt ábrázolják. A templomot 1913-ban renoválták, helyi családok címerei díszítik.
- A település nyugati bejáratánál áll egy szép ciprusfasor végén a Szűz Mária templom. 1479-ben az egykori számos portolei katolikus testvériség egyike építtette. 1770-ben bejárata elé loggiát építettek. Belső falait Clerigino di Capodistria és másik három ismeretlen mester késő gótikus freskói díszítik, melyek a köpönyeges Názáreti Máriát, a testvériség tagjait (északi fal), Mária mennybevételét (déli fal), a prófétákat (a kórus feletti diadalíven) és a szenteket (a diadalív felett) ábrázolják. A freskók a 15. század második felében készültek.
- A településen kívül kissé délre a Motovun felé menő mellett egy dombon áll a Szent Ilona templom.[3] Szintén a 15. században építették. Freskóit Clerigino di Capodistria mester festette, melyeken a Majestas Domini, Jézus Mennybemenetele, szentek és evangélisták láthatók. A templom egy 1496-ban bevésett glagolita feliratot is őriz.
- A falakon kívül áll az egyhajós Szent Lénárd templom, mely mai formájában 1894-ben épült a korábbi templom átépítésével, melynek megmaradt részeit beleépítették a falakba. Tetejét az ezen a vidéken gyakori tetőfedő lapos kövek borítják. Az előző templomból maradtak fenn a 15. századi, ismeretlen mestertől származó freskók és Zorzi Ventura 17. századi oltárképe.
- A temetőben áll az 1842-ben épített Szent Cecília templom, melyet ugyancsak egy régi templom helyén építettek. 1913-ban renoválták.

## Lakosság
| Lakosság változása | Lakosság változása | Lakosság változása | Lakosság változása | Lakosság változása | Lakosság változása | Lakosság változása | Lakosság változása | Lakosság változása | Lakosság változása | Lakosság változása | Lakosság változása | Lakosság változása | Lakosság változása | Lakosság változása | Lakosság változása |
| ------------------ | ------------------ | ------------------ | ------------------ | ------------------ | ------------------ | ------------------ | ------------------ | ------------------ | ------------------ | ------------------ | ------------------ | ------------------ | ------------------ | ------------------ | ------------------ |
| 1857               | 1869               | 1880               | 1890               | 1900               | 1910               | 1921               | 1931               | 1948               | 1953               | 1961               | 1971               | 1981               | 1991               | 2001               | 2011               |
| 2667               | 2825               | 619                | 610                | 587                | 762                | 3271               | 3138               | 293                | 223                | 169                | 104                | 87                 | 104                | 118                | 82                 |

## Galéria
- A plébániatemplom homlokzata
- A plébániatemplom harangtornya
- A Szűz Mária templom
- A Szent Rókus templom
- Oprtalj - városkapu
- A városi loggia